# 永恒的边缘
《永恒的边缘》是英国威尔士作家肯·福莱特于2014年出版的一部历史和家庭传奇小说。它是继《巨人的陨落》和《世界的凛冬》之后“世纪三部曲”中的最后一本。 
小说讲述了在冷战高峰时期的第三代家庭的故事，这些家族位于美国，英国，德国和苏联。小说中的角色参与了这一时期中一些最重要的全球性事件，包括古巴导弹危机、英伦入侵、肯尼迪政府、水门事件和美国黑人民权运动 。 

## 情节摘要
故事的主角分别来自德国、英国、美国和苏联的人物，他们的命运从在1961年柏林墙建造之前直至1989年柏林墙倒塌之间互相联系。故事以2008年巴拉克奥巴马当选之夜作为尾声。本书的主要人物是第一部主角的孙辈，也即第二部主角的子辈。 
小说以多叙事视角的手法叙述涵盖了这一时期的多个历史事件与人物，包括黑人民权运动、古巴导弹危机、肯尼迪总统受刺、罗伯特·肯尼迪、马丁·路德·金、越南战争、水门事件以及团结工联。
本小说也叙述了主角的私人事件，一些主角作为记者或重要政治人物的助手旅行世界。在美国工作的主角历经六任总统，克服种族偏见与歧视，努力帮助国家赢得冷战。身处东柏林和莫斯科的主角致力于推翻共产主义的统治。在德国的一家人由于柏林墙被迫分离，直至柏林墙拆除才重聚。 

## 角色
以下为小说主要视角人物：
- 乔治·杰克斯：年轻的哈佛毕业律师，在美国司法部为部长罗伯特·肯尼迪工作。他是参议员“格雷格”·佩什科夫和杰姬·杰克斯的非婚生子。
- 丽贝卡·霍夫曼： 住在东柏林的东德教师，卡拉·冯·乌尔里希和丈夫沃纳·弗兰克的养女。她起先嫁给了汉斯·霍夫曼，发现丈夫是斯塔西秘密警察。不久，在柏林墙立起后，她和学校另一位老师伯纳德一起逃到西方，二人随后结婚。
- 瓦利·弗兰克：卡拉和沃纳之子，丽贝卡的弟弟，酷爱音乐，他随后也翻越了柏林墙逃到了西德，成为了国际流行歌手。他怀孕的女朋友卡洛琳选择留在东柏林，二人被迫分开。卡洛琳同样喜欢音乐，之后被弗兰克家庭接纳。
- 莉莉·弗兰克：丽贝卡和瓦利最小的妹妹，她通过唱禁歌反抗东德的共产党政权。
- 戴夫·威廉姆斯：劳埃德·威廉姆斯和黛西·佩什科夫之子，菲茨赫伯特伯爵的血缘孙子，乔治的堂兄弟，也是瓦利的二代堂兄弟。戴夫患有阅读障碍症，但他之后成为了国际流行歌手和音乐制作人。他和瓦利是“粉红岁月”乐队的核心成员。他爱上了卡梅隆的妹妹厄休拉·"杜杜"·杜瓦。
- 德米卡·德沃尔金：年轻的苏联官员，尼基塔·赫鲁晓夫的助理，在古巴导弹危机中起苏联方面部分组织作用。他虽然信仰共产主义，但却厌恶苏联官僚系统的低效与保守，这种情感在赫鲁晓夫被废黜后更发强烈。
- 坦尼娅·德沃尔金：德米卡的双胞胎妹妹，一位记者，在暗地积极活动揭露苏维埃政权的问题。
- 卡梅隆·杜瓦：在伯克利上学的保守主义学生，之后加入了尼克松政府，并协助尼克松非法开展间谍活动。他后来成为驻扎在波兰的中央情报局特工。
- 加斯帕·穆雷：黛西德国-苏格兰朋友伊娃·穆雷之子，一个调查记者。他最初到美国报道民权运动，但之后他被征兵被迫参加了越南战争。戴夫的姐姐伊维早先喜欢他。

## 流派与风格
作为系列历史小说，世纪三部曲围绕历史做了戏剧性处理，通过将人物沉浸在这些事件中来突出20世纪最重要的事件。作者肯·福莱特由此涵盖了从1961年至1989年间大多数重大的历史事件。 匹兹堡邮报的史蒂夫·诺瓦克（Steve Novak）将这部小说描述为“极广泛的历史进修课。这不仅仅是一串历史快照，更是一部迷你剧。” 诺瓦克指出福莱特故意选择呈现过去，使之对历史的处理成功。他援引福莱特在访谈中说：“当你书写的历史依然存在生活记忆中，你对真实性的研究和努力就会更加困难。” 
除了对历史的详尽处理，大多数评论者也注意到了小说的阅读体验。诺瓦克形容这部小说比历史书更好，因为它将读者推向“所述事件的即时性”。  历史小说学会评论家维维安尼·克里斯特尔（Bibiane Crystal）评论，对角色成长的技巧处理使小说免于“流于历史表面”，“一组人物生活并参与了所有这些事件，并伴随着他们的爱情、恐惧、沮丧、决心、愤怒与庆祝” 然而，正如“ 公开信函月刊”的史蒂夫·多诺霍（Steve Donoghue）所说，小说没免于历史小说中一种常见的傲慢，“历史小说中最古老的噱头，当历史事件发生时，作者创造的角色刚好在房间里，并做出改变国家路线的决定。” 